# Palazu Mic
Palazu Mic – wieś w Rumunii, w okręgu Konstanca, w gminie Mihail Kogălniceanu. W 2011 roku liczyła 376 mieszkańców.